# 4-环己基苯硼酸
4-环己基苯硼酸是一种有机硼化合物，化学式为C12H17BO2。它可由1-溴-4-环己基苯、正丁基锂和硼酸三乙酯反应制得。它和2-溴苯甲醛在乙酸钯催化下反应，可以得到4'-环己基联苯-2-甲醛。